# Hahncappsia jaralis
Hahncappsia jaralis là một loài bướm đêm trong họ Crambidae.